# Boeur
Boeur (allemand Birtz) est un hameau du village de Tavigny, dans la province de Luxembourg, en Belgique. Avec Tavigny il fait aujourd'hui administrativement partide de la commune et ille d'Houffalize (Région wallonne de Belgique). Jusqu'en 1977, il faisait partie de la commune de Tavigny. Traversé par un des nombreux ruisseaux au départ de l'Ourthe le hameau se trouve à l'intérieur du Parc naturel des Deux Ourthes.

## Toponymie
Biirz en Luxembourgeois.
Boeur signifierait cabane, maison (du wallon bùre, du germ. bùra).
Une autre étymologie donne Bur signifiant "source".
Autre hypothèse encore, Boeur viendrait de Burris, Burs, Buers, Burg, Beurg du germanique BURTZ, du celtique Bir, Bur signifiant "métairie où on élève des bêtes à cornes".

## Patrimoine

### L'église Saint-Antoine
On trouve trace d'une église du XIIIe siècle (1243) même si le village de Boeur est mentionné explicitement comme étant le siège d'une paroisse dès 891. La paroisse et son église dépendaient de l'Abbaye de Stavelot puis passèrent sous la juridiction du Prieuré de Houffalize.
En 1745, une nouvelle église fut consacrée qui sera restaurée en 1846. Nouvelle restauration en 1885, durant laquelle la flèche aurait été construite par l'architecte Jean-Hubert Cupper de Bastogne. En 1907, l'église est remplacée par le bâtiment actuel de style néo-gothique rectangulaire, construit sur l'emplacement de l'ancien presbytère. La tour-clocher, de maçonnerie carrée, a une hauteur de 16 mètres et la flèche, de forme octogonale, a une hauteur de 10 mètres. C'est la flèche de l'ancienne église qui a été replacée sur la nouvelle.
Le clocher abrite deux cloches. La grande cloche mesure 80 cm de hauteur, 1,80 m de circonférence supérieure et 1,03 m de diamètre inférieur. Elle sonne le la. Elle pèse 628 kg et a été fondue par Van Aerschot de Louvain en 1866. La petite cloche mesure 68 cm de haut, 1,58 m de circonférence supérieure et 85 cm de diamètre inférieur. Elle sonne le do. Elle pèse 400 kg. Elle a été fondue à Esch-sur-Alzette (Grand-Duché) par Pierre Ritter en 1732 puis refondue en 1907 à Louvain par A.Beullens.

### Le cimetière
Parmi les nombreux monuments funéraires, quatre remontent au XVIIIe siècle, 22 de la première moitié du XIXe siècle, 4 datent d'après 1850.

### Le presbytère

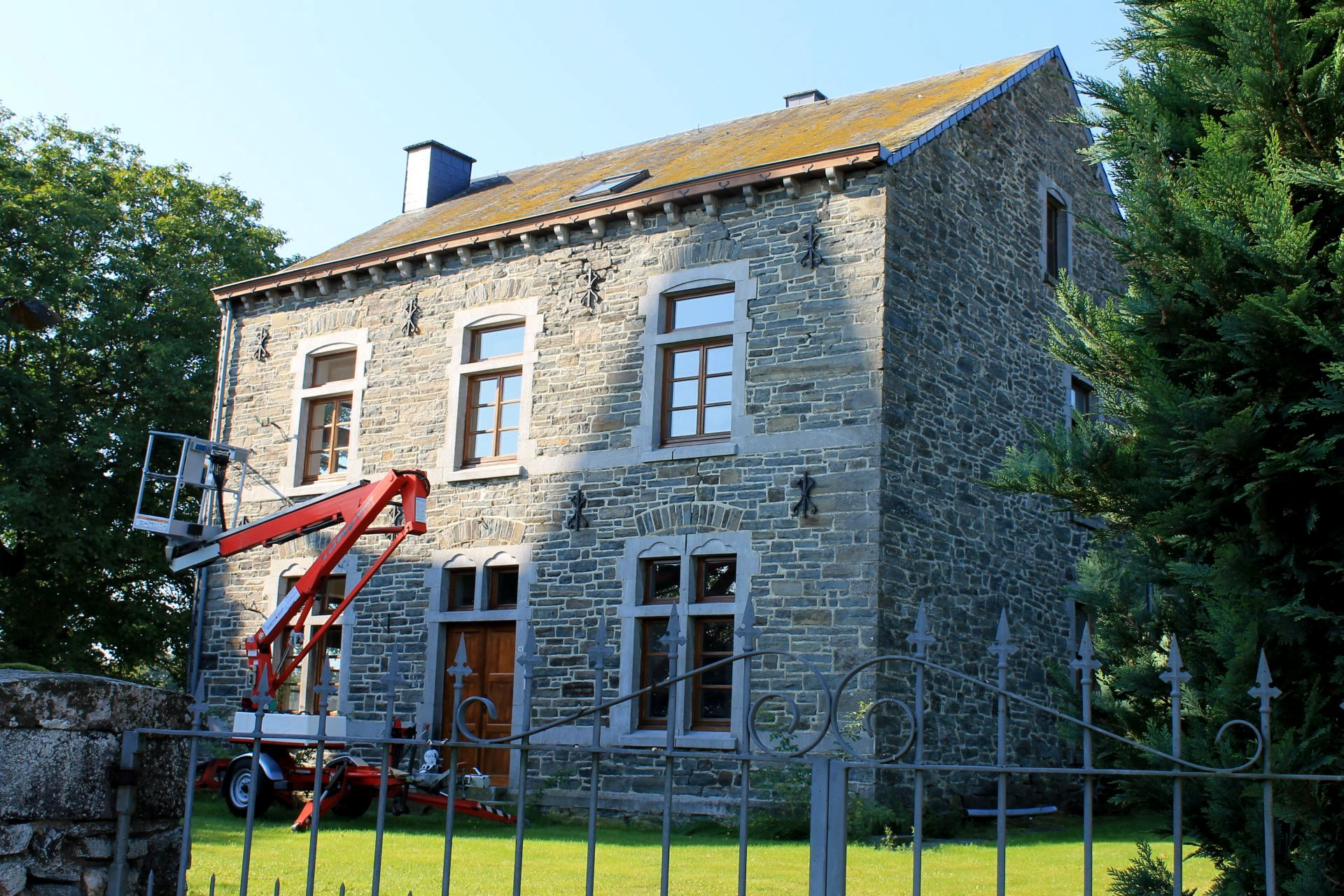
Le presbytère de Boeur

L'ancien presbytère était construit à l'endroit exact du chœur de l'église actuelle. Le presbytère actuel a été construit en 1902 par le même Jean-Hubert Cupper. Terminé le 23 décembre 1902 il fut occupé à partir de mai 1903.

### La croix du pèlerin

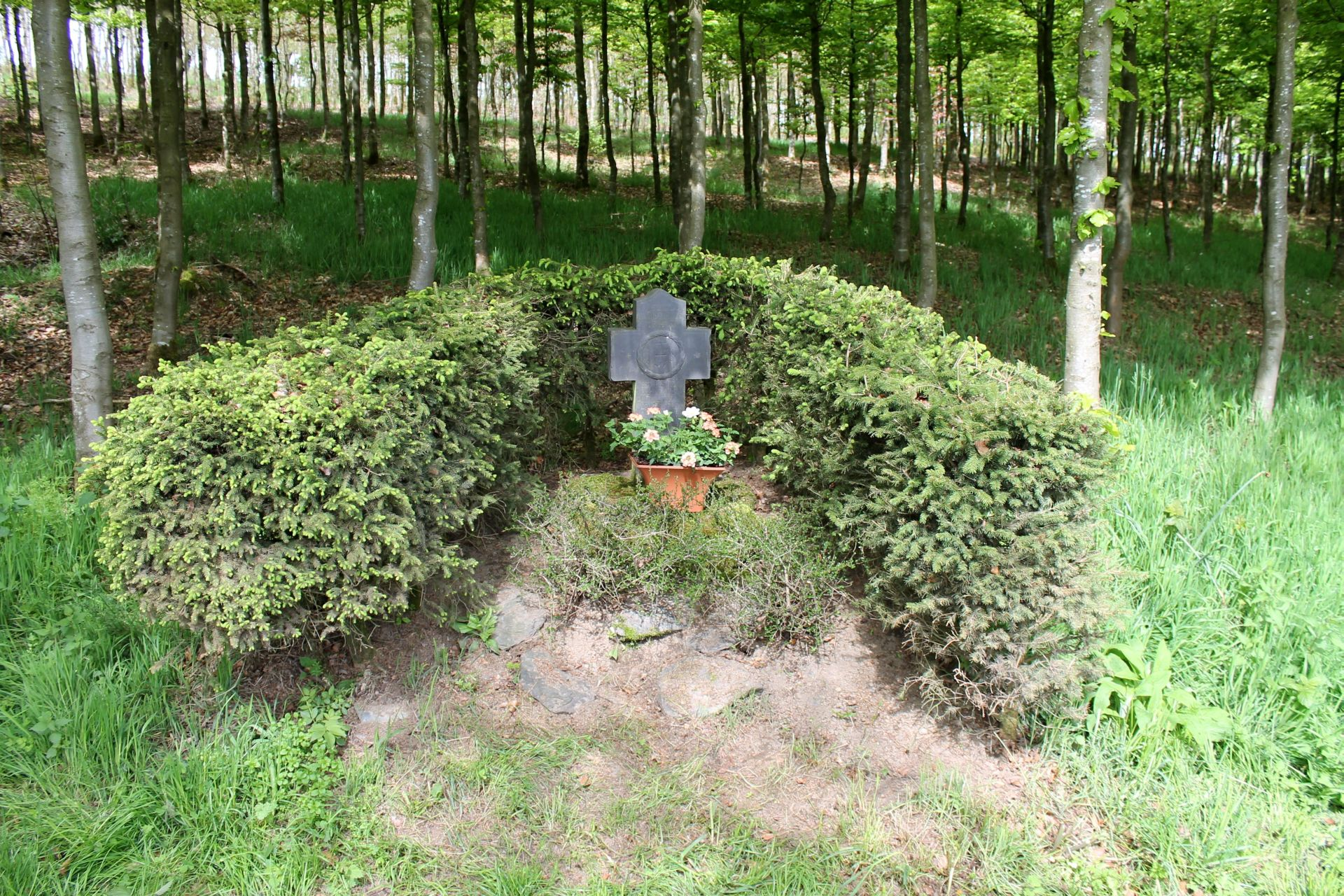
La croix du Pèlerin

Chaque année, Boeur voit passer sur la voie romaine, le dernier grand pèlerinage pédestre moyenâgeux qui subsiste encore dans tout l'Occident: c'est la 'la Procession de Lendersdorf à Saint-Hubert' également appelée 'Procession de Cologne'. La section de l'ancienne chaussée romaine Reims-Cologne entre Buret et Boeur est aussi appelée "chemin des Pèlerins".
Au lieu-dit "La Chahyre", une croix en pierre bleu rappelle le décès d'un de ces pèlerins : « Le 26 du mois de maÿ 1811 est resté ici par mort subite le nommé Henry Spien de Gevenich voulant se rendre avec la procession ».

### L'école

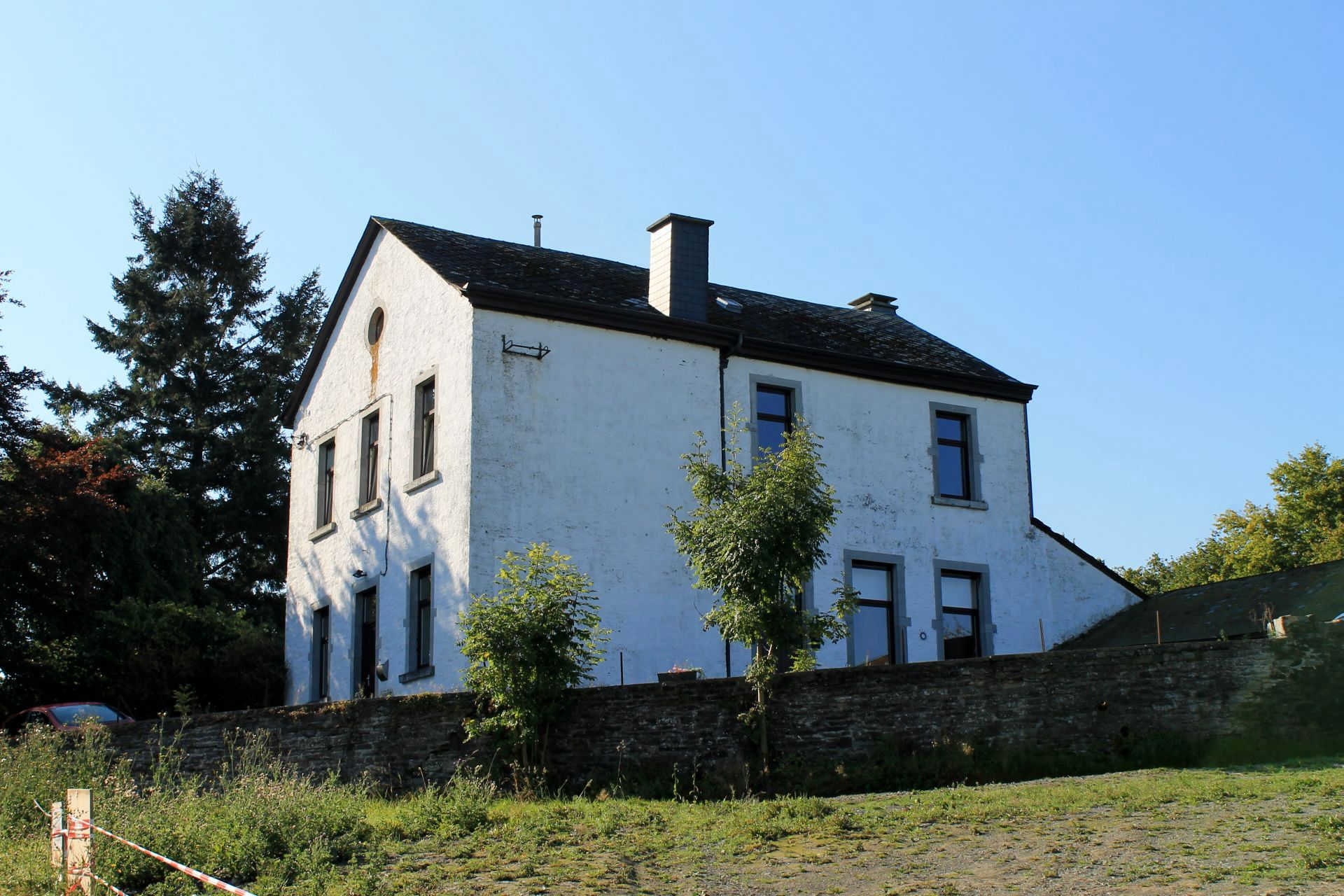
École de Boeur

L'école fut construite en 1871.

### Village disparu
G.F. Pratt signale la présence de vestiges d'un village disparu qui se serait appelé 'Regny', situé près du bois du même nom.

## Événements
La kermesse de Boeur se tient le premier w.e. du mois de juillet.

## Liste des curés de Boeur
- Le premier curé dont le nom soit connu est Henricus, cité dans les archives de Houffalize en 1243. Il meurt le 4 janvier 1253.
- Henricus, son successeur, est cité dans les chartes de Houffalize en 1260 et 1263.
- Joseph de Redenges est remplacé en 1334 par
- Jean de Rachamps, mort en 1364.
- Jean Dantin, curé de 1364 à 1370.
- Nicolas de Noville, décédé avant 1390.
- Frère Jean Massart, décédé le 27 janvier 1534.
- Frère Urbain, cité en 1540 dans les archives de la paroisse de Boeur.
- Jean de Thiellet, cité en 1563.
- Jean Petit (ou Jean de Laroche), cité en 1580 et 1602. Décédé le 14 octobre 1613.
- Frère Richard Waleran (ou Walran) de Tronle, cité en 1616 et 1629.
- Frère Englebert d'Alhoumont, curé de 1629 à 1635.
- Frère Jean Jacques d'Alhoumont entra en fonction le 4 juillet 1635.
- Frère Jean Ramont, religieux de Ste Catherine à Houffalize, fut curé à Boeur de 1641 à 1678. Il mourut en 1679.
- Frère Frédéric Gangulphi, de Bastogne, curé de 1679 à 1709. Il mourut le 7 janvier 1709 à l'a^ge de 72 ans.
- Frère Jean Botho, de Houffalize, de 1709 à 1734. Il mourut le 24 janvier 1736 à l'âge de 72 ans.
- Frère Frédéric Schluntz, de Houffalize, de 1734 à 1762. Il mourut le 20 février 1762 à l'âge de 58 ans.
- Frère Remacle Martiny, de Marche, de 1762 à 1795. Il mourut le 8 juillet 1795 à l'âge de 78 ans.
- Michel Schmitz, de Hachiville, de 1795 à 1808. Il mourut le 27 janvier 1808.
- Nicolas-Joseph Antoine, d'Engreux, en 1808.
- N. Parmentier, en 1826.
- C.Tedesco, d'Arlon, de 1829 à 1831.
- Jean-Joseph Octave, de Bourcy, de 1831 à 1873.
- Héliodore Mersch, de Virton, de 1873 à 1883.
- Henri Michaëlis, d'Arlon, de 1883 à 1887. Il mourut le 4 juillet 1887 et est enterré à Boeur.
- François Debry, de Denée, de 1887 à 1900. Il mourut en juillet 1900.
- Auguste-Joseph Cahay, de Neuville (Vielsalm), de 1900 à 1928. Il mourut le 9 novembre 1928 à Neuville ou il avait pris sa retraite.
- Cyrille Dernivoy, de 1928 à 1935. Décédé le 8 mars 1969.
- Alphonse Leboutte, de 1935 à 1950. Décédé le 2 octobre 1968.
- Eugène Godenir, de 1950 à 1957. Décédé le 22 octobre 2006.
- François Binet, de 1957 à 1959.
- Raymond Hardy, de 1959 à 1984. Décédé le 2 mai 1983.
- André Gilbart, de Witry, de 1984 à 2008. Né à Arlon le 15 mars 1952 et décédé le 19 août 2008.
- Joseph Monfort, "Papy Joseph", de Sommerain, de 2008 à 2009. Né le 6 mai 1943 et décédé à Buret le 1er février 2009[8].